# Les navets blancs empêchent de dormir
 (juillet 2025).
Série
Pour toi je ferai bataille
(2010) Baden Baden
(2016)
Pour plus de détails, voir Fiche technique et Distribution.
Les navets blancs empêchent de dormir est un court-métrage de fiction belge réalisé par Rachel Lang, sorti en 2011. C'est le deuxième épisode d'une trilogie (avec Pour toi je ferai bataille sorti en 2010 et Baden Baden sorti en 2016) mettant en scène le personnage de Ana.

## Synopsis
Ana est une jeune sculptrice bloquée dans une relation à distance insatisfaisante avec un artiste installé à Bruxelles. Un voyage dans la capitale belge va l'aider se reprendre en main.

## Fiche technique
- Titre : Les navets blancs empêchent de dormir
- Réalisation : Rachel Lang
- Scénario : Rachel Lang
- Photographie : Fiona Braillon
- Montage : Adeline Nonat
- Société de production : Chevaldeuxtrois
- Pays de production :  Belgique
- Genre : drame
- Durée : 28 minutes
- Date de sortie : 2011

## Distribution
- Salomé Richard : Ana
- Julien Sigalas : Boris
- Lazare Gousseau
- Anna Franziska Jaeger
- Rachel Lang